# Bra fitting
Il bra fitting (letteralmente "adattamento del reggiseno") è un metodo di misurazione, comparazione e controllo usato nell'artigianato, industria e commercio dell'abbigliamento intimo.

## Moda

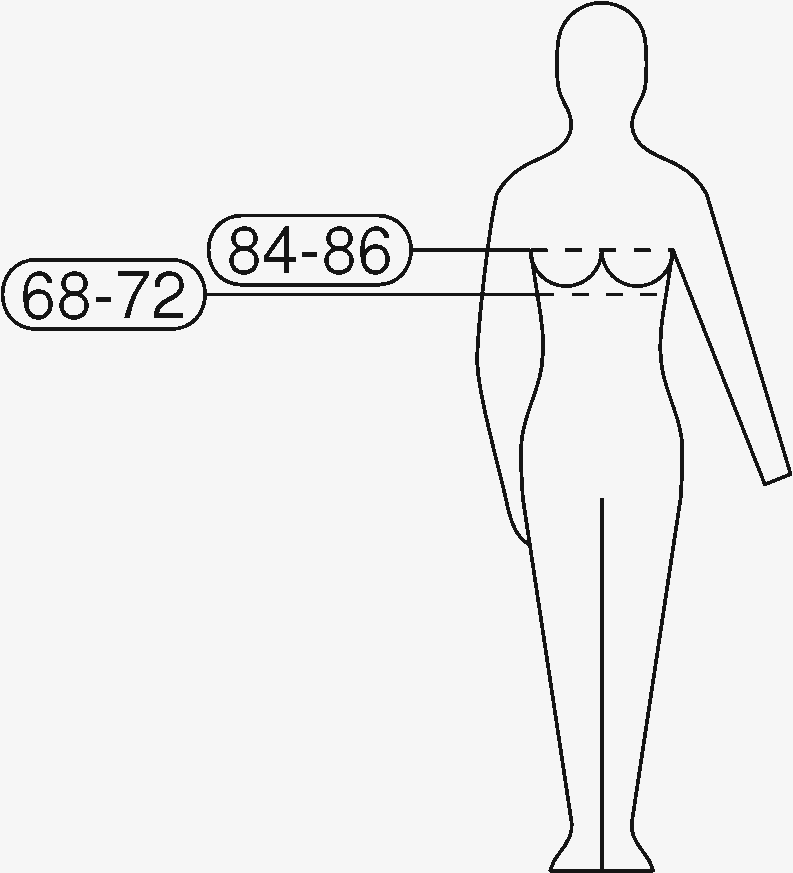
EN 13402–1 Pittogramma per taglia di reggiseno 70B

Negli atelier di alta moda il fitting è la fase in cui l'abito o il capo di abbigliamento in prova, viene indossato dalla cliente che lo ha commissionato per controllarne la perfetta vestibilità oppure viene indossato su di un manichino che riproduce fedelmente la conformazione fisica della stessa cliente o indossato da una modella. Esempio di fitting è quello che si fa alla vigilia delle sfilate di moda.
Nell'artigianato e nell'industria dell'abbigliamento, il fitting è il momento in cui il prototipo di un nuovo prodotto, viene testato usando un manichino di prova secondo i vigenti standard antropometrici. La norma EN 13402 sta rielaborando tali standard per il mercato europeo.
Considerata la complessità del design e dello sviluppo di indumenti quali reggiseni, corsetti e costumi da bagno, vi è una particolare attenzione rivolta alla fase di fitting per questi prodotti. Essendo fitting una parola inglese, e bra la traduzione inglese di reggiseno, è stata adottata la terminologia bra fitting per riferirsi al fitting di reggiseni, corsetti e costumi da bagno.

## Commercio
Nel linguaggio commerciale internazionale, bra fitting viene usato in paesi come Stati Uniti d'America, Gran Bretagna, Irlanda, Portogallo, Polonia e Italia.
Indica un servizio offerto alla clientela da negozi e reparti di biancheria intima di grandi magazzini da una addetta, assistente o consulente alla vendita opportunamente formata e chiamata bra fitter.
Il servizio di bra fitting consiste nella:
- misurazione della circonferenza sottoseno (abbreviata c.s.s. o c.t.) e della circonferenza seno (c.s.);
- individuazione dell'intervallo taglie mediante comparazione con tabelle;
- individuazione della tipologia anatomica di seno;
- valutazione delle richieste ed esigenze della cliente;
- selezione del capo di abbigliamento intimo (reggiseno, corsetto o costume da bagno) più adatto per misura, tipologia ed occasione d'uso;
- prova dell'indumento;
- verifica della taglia e della vestibilità[3].

Particolare attenzione è rivolta poi a tipologie di reggiseni dedicati all'allattamento, allo sport, alle degenze post-operatorie in cui la conformazione del seno cambia o subisce particolari stress.
Le operazioni di bra fitting vengono effettuate di norma in aree dedicate come cabine o camerini di prova dotati di specchi a tutta altezza, luci, appendini, sedute, tenda scorrevole o porta a tutela della privacy della cliente.

## Origini
Il bra fitting è entrato a far parte del linguaggio comune già dal 2001, anno in cui i grandi magazzini americani iniziarono a sensibilizzare la clientela femminile sull'importanza dell'indossare la corretta taglia di reggiseno. Il mercato offriva una vasta gamma di prodotti per tutte le occasioni, di tutte le fogge e misure. Il bra fitting venne introdotto per individuare il giusto reggiseno, nella giusta taglia, per una data occasione e ciò per tutte le donne.

## Storia della terminologia
1916Si comincia a usare il termine "cup" (in italiano "coppa") per indicare la parte di tessuto del reggiseno che ricopre ciascun seno.
1932Nell'ottobre la S.H. Camp & Company elabora le taglie per le coppe dei reggiseni, associandole alle lettere dell'alfabeto, dalla AA alla I
Anni cinquantaVengono introdotti sul mercato i cosiddetti "training bra" ovvero "reggiseni da principiante" destinati alle adolescenti.